# Déli geze

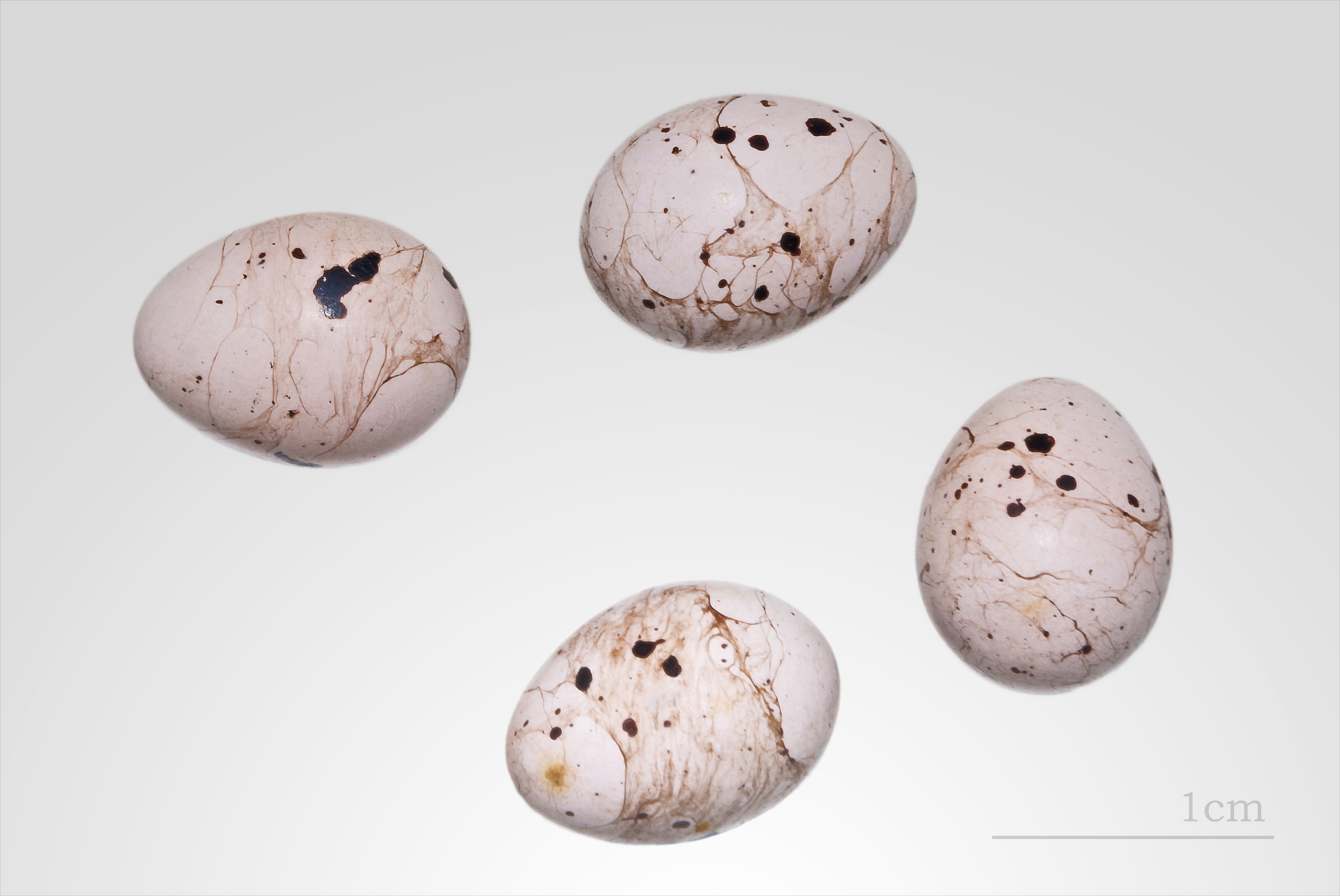
Hippolais polyglotta

A déli geze (Hippolais polyglotta) a madarak osztályának verébalakúak (Passeriformes) rendjébe és a nádiposzátafélék (Acrocephalidae) családjába tartozó faj.

## Rendszerezése
A fajt Louis Pierre Vieillot francia ornitológus írta le 1817-ben, a Sylvia nembe Sylvia polyglotta néven.

## Előfordulása
Andorra, Ausztria, Belgium, Hollandia, Horvátország, az Egyesült Királyság, Franciaország, Luxemburg, Németország, Gibraltár, Olaszország, Portugália, Szlovénia, Spanyolország, Svájc, Algéria, Bissau-Guinea, Burkina Faso, Kamerun, Elefántcsontpart, Gambia,  Ghána, Guinea, Libéria, Mali, Mauritánia, Marokkó, Nigéria, Szenegál, Sierra Leone, Togo, Tunézia és Nyugat-Szahara területén honos.
Kóborlásai során eljut  Ciprus, Csehország, Dánia, Görögország, Izland, Málta, Norvégia, Lengyelország, Svédország, Kenya, a Közép-afrikai Köztársaság, Kuvait, Líbia és Niger területére is.
Természetes élőhelyei a mérsékelt övi erdők és cserjések, szubtrópusi és trópusi síkvidéki esőerdők, szavannák és cserjések, valamint legelők, ültetvények és vidéki kertek. Vonuló faj.

### Kárpát-medencei előfordulása
Magyarországon 2022-ben Ócsán gyűrűzték meg az első példányt.

## Megjelenése
Testhossza 14 centiméter, szárnyfesztávolság 19-20 centiméter, testtömege 9-16 gramm.
|  |

## Természetvédelmi helyzete
Az elterjedési területe rendkívül nagy, egyedszáma pedig nagy és stabil. A Természetvédelmi Világszövetség Vörös listáján nem fenyegetett fajként szerepel.